# Сидни Уайт
„Сидни Уайт“ (Sydney White) е американски филм от 2007 година с участието на Аманда Байнс. Представлява съвременна интерпретация на приказката за Снежанка и седемте джуджета. Името „Сидни Уайт“ е игра на думи със „Сноу Уайт“ (Snow White, „бяла като сняг“), името на Снежанка на английски език.